# Maison de l'histoire de l'Université de Genève

Logo de la maison de l'histoire de l'Université de Genève

La Maison de l'histoire de l'Université de Genève est un Centre interfacultaire de recherche en histoire.
La Maison de l'histoire vise à promouvoir l'excellence des sciences historiques à l'université de Genève, à initier et soutenir des projets de recherche scientifiques, à organiser des manifestations scientifiques et/ou publiques ayant trait à l'histoire, et à encourager la relève.
La Maison de l'histoire de l'Université de Genève  accueille chaque année plusieurs historiens de réputation internationale en tant que professeurs invités, pour enseigner à l'université de Genève.
Elle organise régulièrement des grandes conférences afin de promouvoir les recherches en histoire auprès de la Cité. Elle héberge également plusieurs laboratoires de recherches et un séminaire de recherche consacré à l'"histoire connectée".
La Maison de l'histoire promeut la collaboration intellectuelle entre historiens de l'université de Genève et entre les diverses disciplines historiques représentées au sein des facultés de l'université de Genève. La Maison de l'histoire réunit des historiens issus de six facultés de l'université de Genève.

## Histoire
La Maison de l'histoire a été fondée en 2008, sous l'impulsion du Rectorat de Jean-Dominique Vassalli, pour fédérer les historiens de l'université de Genève, et promouvoir la connaissance de la recherche en histoire auprès du public. Le prof. Michel Grandjean (Faculté de théologie) en a été directeur de 2008 à 2013.
La Maison de l'histoire réunit en son sein des historiens de l'université de Genève affiliés à différentes facultés et départements, et spécialisés aussi bien en histoire moderne et contemporaine qu'en histoire antique, histoire économique, histoire de l'art, histoire de la médecine, histoire du christianisme et histoire des religions, histoire et philosophie des sciences, histoire des doctrines juridiques, histoire des disciplines pédagogiques et de la psychologie, ou histoire est-asiatique.
La Maison de l'histoire cherche à faire collaborer ces différentes disciplines au travers de projets transversaux, ou au travers de séminaires de recherche interdisciplinaires, portant sur des questions de méthode ou d'historiographie (Histoire connectée, Archives des savoirs, mais aussi en soutenant des projets de recherche associant des chercheurs issus de différents horizons disciplinaires.

## Statut
La Maison de l'histoire a le statut d'Unité de Recherche de l'Université de Genève. Elle ne coordonne pas de programme d'enseignement.

## Structure
La Maison de l'histoire se compose d'une direction, d'un comité scientifique, d'une Commission des experts, du Conseil de la Maison de l'histoire et de l'Assemblée générale de ses membres. 
Depuis juillet 2013, sa directrice est la prof. Micheline Louis-Courvoisier (Faculté de médecine).
Adjoints scientifiques :
- Françoise Briegel (2008-2009)
- Olivier Perroux (2009-2012)
- Daniel Barbu (2012-2013)
- Yann Decorzant (2013)
- Sonia Vernhes-Rappaz (2013-2014)
- Sébastien Farré (dès le 01.08.14)

## Projets de recherche
- Projet du Fonds national suisse de la recherche scientifique - Sinergia: Acteurs de la fabrique des savoirs et construction de nouveaux champs disciplinaires (depuis 2010)[4].
- Projet du Fonds national suisse de la recherche scientifique - Histoire des transports et de la mobilité (depuis 2011)[5].
- Archives des savoirs. Enjeux scientifiques, universitaires, patrimoniaux[6].
- Crotone - Espace et cultures urbains et ruraux en Grande Grèce[7].
- L’émergence d’une gouvernance environnementale globale: les rôles des organisations internationales (1945-1975)[8].
- Projet du Fonds national suisse de la recherche scientifique - Pour une histoire de l'allaitement maternel[9].

## Grandes conférences de la Maison de l'histoire
- Patrick Boucheron (université Panthéon-Sorbonne), Conjurer la peur : images et politique à Sienne au Moyen Âge, 15 mai 2014. Vidéo de la conférence
- Florence Dupont (Université Paris Diderot), L’Homosexualité, entre Anciens et Modernes : problèmes d’interprétation, 5 décembre 2013. Vidéo de la conférence
- Youssef Cassis (Institut universitaire européen de Florence), La Banque en mutation : pour le meilleur ou pour le pire ? Une perspective historique, 31 octobre 2013. Vidéo de la conférence
- Henry Laurens (Collège de France), Du conflit israélo-arabe au conflit israélo-palestinien, 25 avril 2013. Vidéo de la conférence
- Thomas Römer (Collège de France/université de Lausanne), Will we survive. Une histoire de la fin du monde, 6 décembre 2012. Vidéo de la conférence
- Pierre Rosanvallon (Collège de France), Populisme et démocratie, 18 octobre 2012. Vidéo de la conférence
- Carlo Ginzburg (université de Californie à Los Angeles/École normale supérieure de Pise), Une conversation sur les miracles (La Flèche, autour de 1735), 9 mai 2012. Vidéo de la conférence
- Daniel Roche (Collège de France), L'Apprentissage de l'art équestre (XVIe – XIXe siècle), 22 novembre 2011.
- Pierre Assouline, Comment écrire l'histoire aujourd'hui ?, 14 avril 2011.

## Professeurs invités
- 2014 :

Patrick Fridenson (EHESS, Paris)
Patrick Cabanel (Toulouse II - Le Mirail)
- 2013 :

Philippe Papin (École pratique des hautes études, Paris)
Andreas Eckert (université Humboldt de Berlin)
Constanze Guthenke (université de Princeton)
- 2012 :

Carlo Ginzburg (université de Californie à Los Angeles/École normale supérieure de Pise)
Simona Cerutti (École des hautes études en sciences sociales, Paris)
Giana Pomata (université Johns-Hopkins)
Carlos Marichal Salinas (El Colegio de México)
Mercedes Volait (Institut national d'histoire de l'art, Paris)
- 2011 :

Alessandro Pastore (université de Vérone)
António Nóvoa (université de Lisbonne)
Virginie De Luca Barusse (université de Picardie)
Madeleine Herren-Oesch (université de Heidelberg)
- 2010 :

John Tolan (université de Nantes)
Éric Brian (École des hautes études en sciences sociales, Paris)
Dominique Pestre (École des hautes études en sciences sociales, Paris)
Dominique Poulot (université Paris-1 Panthéon-Sorbonne)
Vincent Milliot (université de Caen Basse-Normandie)